# Josep Maria de Pallejà i Ferrer-Vidal
Josep Maria de Pallejà i Ferrer-Vidal   (Barcelona, 17 de juny de 1891 - Barcelona, 24 de gener de 1964) fou un esportista català.

## Biografia
Era fill de Josep Maria de Pallejà i de Bassa, tercer marquès de Monsolís, i de Maria del Carme Ferrer-Vidal i Soler. El 1917 es va casar amb Inès Fabra i de Sentmenat (1897-1924), amb qui va tenir dues filles: Mercè i Victòria de Pallejà i Fabra.
El 1924 fou escollit majordom de setmana. Aquell mateix any, va participar en els Jocs Olímpics de París, on disputà, sense sort, la prova individual de fossa olímpica del programa de tir.